# Liste der Baudenkmale in der Region Hannover
Die Liste der Baudenkmale in der Region Hannover enthält die nach dem Niedersächsischen Denkmalschutzgesetz geschützten Baudenkmale in der niedersächsischen Region Hannover. 
Der Übersicht und Länge halber ist die Liste nach den Städten und Gemeinden des Landkreises separiert. Diese Einteilung findet sich in der folgenden Tabelle, in der zu jedem Eintrag, soweit möglich, ein exemplarisches Foto eines Baudenkmals aus der jeweiligen Stadt oder Gemeinde zu finden ist.

## Liste
| Bild | Stadt/Gemeinde         | Karte | Liste                                               | Ortsteile |
| ---- | ---------------------- | ----- | --------------------------------------------------- | --- |
|      | Barsinghausen          |       | Liste der Baudenkmale in Barsinghausen              | - Bantorf - Barrigsen - Barsinghausen - Eckerde - Egestorf - Göxe - Großgoltern - Groß Munzel - Hohenbostel - Holtensen - Kirchdorf - Landringhausen - Langreder - Nordgoltern - Ostermunzel - Stemmen - Wichtringhausen - Winninghausen |
|      | Burgdorf               |       | Liste der Baudenkmale in Burgdorf (Region Hannover) | - Beinhorn - Burgdorf - Dachtmissen - Ehlershausen - Heeßel - Hülptingsen - Otze - Ramlingen - Schillerslage - Sorgensen - Weferlingsen |
|      | Burgwedel              |       | Liste der Baudenkmale in Burgwedel                  | - Engensen - Fuhrberg - Großburgwedel - Kleinburgwedel - Thönse - Wettmar |
|      | Garbsen                |       | Liste der Baudenkmale in Garbsen                    | - Altgarbsen - Berenbostel - Frielingen - Havelse - Heitlingen - Horst - Meyenfeld - Osterwald-Oberende - Osterwald-Unterende - Schloß Ricklingen - Stelingen |
|      | Gehrden                |       | Liste der Baudenkmale in Gehrden                    | - Ditterke - Everloh - Gehrden |
|      | Hannover               |       | Liste der Baudenkmale in Hannover                   | - Ahlem-Badenstedt-Davenstedt - Bothfeld-Vahrenheide - Buchholz-Kleefeld - Döhren-Wülfel - Herrenhausen-Stöcken - Kirchrode-Bemerode-Wülferode - Linden-Limmer - Misburg-Anderten - Hannover-Calenberger Neustadt - Hannover-Mitte - Hannover-Oststadt - Hannover-Zoo - Ricklingen - Südstadt-Bult - Vahrenwald-List                                                                |
|      | Hemmingen              |       | Liste der Baudenkmale in Hemmingen (Niedersachsen)  | - Arnum - Devese - Harkenbleck - Hemmingen/Westerfeld - Hiddestorf - Ohlendorf - Wilkenburg |
|      | Isernhagen             |       | Liste der Baudenkmale in Isernhagen                 | - Altwarmbüchen - Kirchhorst - Neuwarmbüchen |
|      | Laatzen                |       | Liste der Baudenkmale in Laatzen                    | - Gleidingen - Grasdorf - Ingeln - Alt-Laatzen - Oesselse - Rethen |
|      | Langenhagen            |       | Liste der Baudenkmale in Langenhagen                | - Engelbostel - Kaltenweide - Krähenwinkel - Langenhagen - Schulenburg |
|      | Lehrte                 |       | Liste der Baudenkmale in Lehrte                     | - Ahlten - Aligse - Arpke - Hämelerwald - Immensen - Kolshorn - Lehrte - Röddensen - Sievershausen - Steinwedel |
|      | Neustadt am Rübenberge |       | Liste der Baudenkmale in Neustadt am Rübenberge     | - Amedorf - Averhoy - Basse - Bevensen - Bordenau - Borstel - Brase - Büren - Dudensen - Eilvese - Empede - Esperke - Evensen - Hagen - Helstorf - Laderholz - Lutter - Luttmersen - Mandelsloh - Mardorf - Mariensee - Metel - Neustadt am Rübenberge - Niedernstöcken - Otternhagen - Poggenhagen - Scharrel - Schneeren - Stöckendrebber - Suttorf - Vesbeck - Welze - Wulfelade |
|      | Pattensen              |       | Liste der Baudenkmale in Pattensen                  | - Hüpede - Jeinsen - Koldingen - Oerie - Pattensen - Reden - Schulenburg - Vardegötzen |
|      | Ronnenberg             |       | Liste der Baudenkmale in Ronnenberg                 | - Benthe - Empelde - Ihme-Roloven - Linderte - Ronnenberg - Vörie - Weetzen |
|      | Seelze                 |       | Liste der Baudenkmale in Seelze                     | - Almhorst - Dedensen - Döteberg - Seelze |
|      | Sehnde                 |       | Liste der Baudenkmale in Sehnde                     | - Bilm - Bolzum - Dolgen - Evern - Gretenberg - Haimar - Ilten - Klein Lobke - Müllingen - Rethmar - Sehnde - Wassel - Wehmingen - Wirringen |
|      | Springe                |       | Liste der Baudenkmale in Springe                    | - Alferde - Altenhagen I - Alvesrode - Bennigsen - Boitzum - Eldagsen - Gestorf - Holtensen - Lüdersen - Mittelrode - Springe - Völksen - Wülfinghausen |
|      | Uetze                  |       | Liste der Baudenkmale in Uetze                      | - Altmerdingsen - Dedenhausen - Dollbergen - Eltze - Hänigsen - Katensen - Obershagen - Schwüblingsen - Uetze |
|      | Wedemark               |       | Liste der Baudenkmale in Wedemark                   | - Abbensen - Bennemühlen - Berkhof - Bissendorf - Bissendorf-Wietze - Brelingen - Duden-Rodenbostel - Elze - Gailhof - Hellendorf - Meitze - Mellendorf - Negenborn - Oegenbostel - Resse - Wennebostel |
|      | Wennigsen (Deister)    |       | Liste der Baudenkmale in Wennigsen (Deister)        | - Argestorf - Bredenbeck - Degersen - Evestorf - Holtensen - Sorsum - Steinkrug bei Bredenbeck - Wennigsen - Wennigser Mark |
|      | Wunstorf               |       | Liste der Baudenkmale in Wunstorf                   | - Blumenau - Bokeloh - Großenheidorn - Idensen - Klein Heidorn - Kolenfeld - Luthe - Mesmerode - Steinhude - Wunstorf |